# Villa Basílica
Villa Basílica es una localidad italiana de la provincia de Lucca, Región de Toscana, con 1.597 habitantes.

## Historia
En el siglo XIII Villa Basílica estaba bajo el dominio de Lucca. En los años 1631-1632 el lugar fue devastado por un brote de peste.

## Administración
- Alcalde: Giordano Ballini desde 8 de junio de 2009 (2.º mandato)

## Clima
El clima de Villa Basílica es templado. La temperatura media anual es de 14 °C. el mes más frío es enero (2 °C de media) y los más cálidos son julio y agosto (29 °C)
| Parámetros climáticos promedio de Villa Basílica | Parámetros climáticos promedio de Villa Basílica | Parámetros climáticos promedio de Villa Basílica | Parámetros climáticos promedio de Villa Basílica | Parámetros climáticos promedio de Villa Basílica | Parámetros climáticos promedio de Villa Basílica | Parámetros climáticos promedio de Villa Basílica | Parámetros climáticos promedio de Villa Basílica | Parámetros climáticos promedio de Villa Basílica | Parámetros climáticos promedio de Villa Basílica | Parámetros climáticos promedio de Villa Basílica | Parámetros climáticos promedio de Villa Basílica | Parámetros climáticos promedio de Villa Basílica | Parámetros climáticos promedio de Villa Basílica |
| Mes                                              | Ene.                                             | Feb.                                             | Mar.                                             | Abr.                                             | May.                                             | Jun.                                             | Jul.                                             | Ago.                                             | Sep.                                             | Oct.                                             | Nov.                                             | Dic.                                             | Anual                                            |
| ------------------------------------------------ | ------------------------------------------------ | ------------------------------------------------ | ------------------------------------------------ | ------------------------------------------------ | ------------------------------------------------ | ------------------------------------------------ | ------------------------------------------------ | ------------------------------------------------ | ------------------------------------------------ | ------------------------------------------------ | ------------------------------------------------ | ------------------------------------------------ | ------------------------------------------------ |
| Temp. máx. media (°C)                            | 11                                               | 12                                               | 15                                               | 18                                               | 22                                               | 26                                               | 29                                               | 29                                               | 26                                               | 21                                               | 16                                               | 12                                               | 19.8                                             |
| Temp. mín. media (°C)                            | 2                                                | 3                                                | 5                                                | 7                                                | 11                                               | 14                                               | 17                                               | 17                                               | 14                                               | 11                                               | 6                                                | 3                                                | 9.2                                              |
| Precipitación total (mm)                         | 74                                               | 70                                               | 77                                               | 80                                               | 61                                               | 43                                               | 24                                               | 57                                               | 88                                               | 120                                              | 122                                              | 85                                               | 901                                              |
| Humedad relativa (%)                             | 75                                               | 71                                               | 70                                               | 72                                               | 72                                               | 70                                               | 67                                               | 68                                               | 71                                               | 72                                               | 74                                               | 76                                               | 71.5                                             |
| Fuente: Il Meteo                                 |                                                  |                                                  |                                                  |                                                  |                                                  |                                                  |                                                  |                                                  |                                                  |                                                  |                                                  |                                                  |                                                  |

## Demografía
Según los datos del año 2017 del Instituto Nacional de Estadísticas Italiano (ISTAT) la comunidad extranjera en Villa Basílica representa el 4,6% de los habitantes (73), principalmente provienen de África 47,95% y Europa 43.84%.  
Las comunidades más numerosas son la Marroquí con 24 personas (32,88%), la rumana 19 personas (26.03%)
| Gráfica de evolución demográfica de Villa Basílica entre 1861 y 2017 |
|                                                                      |
| Fuente ISTAT - elaboración gráfica de Wikipedia                      |

## Lugares de interés
Monumentos
- Palazzo Biscotti - De gran interés es el palacio del siglo XVII de la familia Biscotti, famosa dinastía de fabricantes de espadas. Desde la época medieval la tierra de Villa Basílica estaba habitada por muchos comerciantes, especialmente fabricantes de espadas que hasta finales del siglo XVI, fueron muy valoradas, a pesar de la lenta disminución de la producción como resultado de la difusión de la pólvora. El edificio es testimonio de la gloria pasada de esta antigua y noble familia que fue condecorado con el título de nobleza.
- Casa Pasquini y Palazzo Pievanale
- Monumento a los caídos, de Alfredo Angeloni.

Iglesias
- Chiesa dei Santi Jacopo e Ginese
- Chiesa di San Michele
- Pieve di Santa Maria Assunta